# Robert Brannekämper

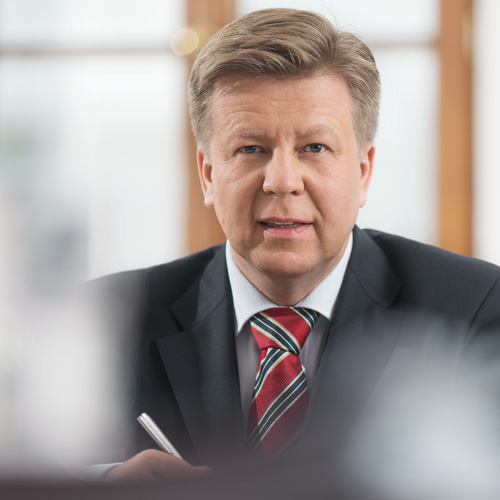
Robert Brannekämper

Robert Brannekämper (* 15. Oktober 1965 in München) ist ein deutscher Politiker (CSU) und Architekt. Er ist seit Oktober 2013 Mitglied des Bayerischen Landtags.

## Herkunft und Ausbildung
Robert Brannekämper wurde in München geboren. Sein Vater führte einen Familienbetrieb im Bauhandwerk, sein Großvater Theo Brannekämper war Dombaumeister von München. Nach dem Abitur am Luitpoldgymnasium studierte er Architektur in München. 
Nach dem Abschluss als Diplomingenieur 1992 arbeitete er in mehreren Planungs- und Architekturbüros, bevor er 1994 in das Familienunternehmen Brannekämper Haus- und Grundstücks GmbH & Co. KG einstieg.
Brannekämper ist römisch-katholischer Konfession.

## Politische Laufbahn
1993 trat Robert Brannekämper in die CSU ein. Dort bekleidete er von 1997 bis Anfang 2013 das Amt des Ortsvorsitzenden. Von 1995 bis 2003 war er in München-Nordost Kreisgeschäftsführer und seit 2005 ist er dort Kreisvorsitzender. Seit 2001 ist er Mitglied im CSU-Bezirksvorstand.
Von 1996 bis 2014 war er Mitglied des Stadtrats der Landeshauptstadt München. Er gehörte folgenden Stadtratsausschüssen an: Ausschuss für Stadtplanung und Bauordnung, Verwaltungs- und Personalausschuss, Kreisverwaltungsausschuss, Rechnungsprüfungsausschuss.
Bei der Landtagswahl am 15. September 2013 war er Direkt- und Listenkandidat und gewann das Direktmandat im Stimmkreis München-Bogenhausen. In seiner ersten Legislaturperiode im Bayerischen Landtag gehörte er den Ausschüssen für Wissenschaft und Kunst und für den Öffentlichen Dienst an. Auch 2018 und 2023 gewann er bei der Landtagswahl das Direktmandat für den Stimmkreis München-Bogenhausen. Von 2018 bis 2023 war Robert Brannekämper im Bayerischen Landtag Vorsitzender des Ausschusses für Wissenschaft und Kunst. Seit Oktober 2023 ist er stellvertretender Vorsitzender des Ausschusses für Wissenschaft und Kunst. Er ist seit 2018 Mitglied des CSU-Fraktionsvorstands und Mitglied des Landesdenkmalrats, zu dessen Vorsitzenden er 2023 gewählt wurde.

## Ehrenamtliches Engagement
Sein ehrenamtliches Wirken begann Robert Brannekämper früh in der katholischen Kirche als Ministrant und Mitglied der Pfarrjugend von Heilig Blut Bogenhausen. Noch heute ist er Mitglied des Katholikenrates der Region München. Er ist aktiv bei der Freiwilligen Feuerwehr München und gehört seit 2000 zum Kommando. Weiterhin engagiert er sich in der Vorstandschaft des Bayerischen Roten Kreuzes München und ist seit 2009 aktives Mitglied in der Gebirgsschützenkompanie Waakirchen. Robert Brannekämper ist darüber hinaus Mitglied im Politischen Beirat des NS-Dokumentationszentrums München, seit 2013 Vorsitzender des Anstaltsbeirats der JVA München-Stadelheim und Mitglied im Landesdenkmalrat. Er ist 1. Vorsitzender des Vereins Freunde des Bayerischen Armeemuseums e. V., Bezirksvorsitzender des Volksbunds Deutsche Kriegsgräberfürsorge München Stadt und Land sowie Mitglied in der Stiftung Bayerisches Amerikahaus gGmbH – Bavarian Center for Transatlantic Relations.

## Politisches Wirken
Im Bayerischen Landtag setzte sich Robert Brannekämper in seiner Zeit als Mitglied des Ausschusses für den Öffentlichen Dienst für die Belange der Beschäftigten im Öffentlichen Dienst ein, beispielsweise für die Werkfeuerwehr der Technischen Universität München in Garching.
Ein besonderer Arbeitsschwerpunkt für den Architekten ist neben der Hochschulpolitik auch die Bewahrung von Baudenkmälern in ganz Bayern.